# 木田良才
木田 良才（きだ よしかた、1982年 - ）は、日本の数学者。東京大学大学院数理科学研究科教授。専門は離散群、エルゴード理論。幾何学賞・春季賞受賞。青森県出身。

## 経歴
京都大学理学部理学科卒業。2005年、京都大学大学院理学研究科数学・数理解析専攻数学系修士課程修了。2006年、京都大学大学院理学研究科数学・数理解析専攻数学系博士後期課程修了。博士（理学）。
東北大学大学院理学研究科助手・助教、京都大学大学院理学研究科准教授を経て、2015年東京大学大学院数理科学研究科准教授、2020年より東京大学大学院数理科学研究科教授。
マックスプランク研究所、フランス高等科学研究所、アンリ・ポアンカレ研究所に長期滞在。

## 受賞
- 2008年2月4日 第24回井上研究奨励賞[2]
- 2009年9月26日 日本数学会幾何学賞[2]
- 2011年4月20日 平成23年度科学技術分野文部科学大臣表彰[2][3]
- 2016年10月10日 第5回作用素環賞[2]
- 2018年3月19日 日本数学会賞春季賞[2][4]
- 2019年2月7日 日本学術振興会賞[2]

## 著作
- 『離散群とエルゴード理論 (共立講座数学の輝き 15)』共立出版、2024年 978-4320112094